# Tolba, Sergaci
Tolba (în rusă Толба) este o localitate rurală din cadrul selsovietului Tolba⁠(d), raionul Sergaci.